# Mathilde Bauermeister
Mathilde Bauermeister (* 1849 in Hamburg; † 15. Oktober 1926 in Herne Bay, England) war eine deutsche Opernsängerin mit der Stimmlage Sopran.

## Leben
Mathilde Bauermeister studierte Gesang bei Francesco Schira und Therese Tietjens. 1866 gab sie ihr Debüt in Dublin. Ihr Debüt im Royal Opera House Covent Garden in London gab sie im Jahr 1868 als Siebel im Faust (mit Minnie Hauk als Marguerite). In der Spielzeit 1891/92 ging sie an die Metropolitan Opera in New York City, wo sie in dreizehn Spielzeiten insgesamt 1.061 Auftritte hatte und damit nach Thelma Votipka die meisten Auftritte aller Darstellerinnen in der Geschichte der Met hatte.